# Информацията иска да бъде свободна
Информацията иска да бъде свободна е слоган на технологични активисти противопоставящи се срещу ограниченията до достъпа на информация. Контролът относно спазването на авторските права е в конфликт с развитието на общественото достояние до информация. Приема се, че първи този конфликт дискутира американският писател Стюарт Бранд, който към края на 1960-те години основава Каталог на цялата Земя. Прокарва идеята, че технологиите трябва да се разпространяват и обменят свободно, а не да се потискат. За първи път изразът е употребен от Стив Возняк на първата хакерска конференция през 1984 г.}}